# Distribución de Rademacher
En teoría de la probabilidad y estadística, la distribución Rademacher (que lleva el nombre de Hans Rademacher) es una distribución discreta de probabilidad en la que una variable aleatoria X tiene una probabilidad del 50 % de ser +1 y 50 % de ser -1.
Una serie de Rademacher distribuye las variables pueden considerarse como un simple camino aleatorio simétrico, donde el tamaño del paso es 1.

## Formulación matemática
La función de masa de probabilidad de esta distribución es
{\displaystyle f(k)=\left\{{\begin{matrix}1/2&{\mbox{si }}k=-1,\\1/2&{\mbox{si }}k=+1,\\0&{\mbox{en otro caso}}\end{matrix}}\right.}
Puede también ser escrita como una función de densidad de probabilidad en términos de la función delta de Dirac, como:
{\displaystyle f(k)={\frac {1}{2}}\left(\delta \left(k-1\right)+\delta \left(k+1\right)\right).}

## Límite van Zuijlen
Van Zuijlen ha demostrado el siguiente resultado.
Sea {\displaystyle X_{i}} un conjunto de variables aleatorias independientes con distribución Rademacher, entonces
{\displaystyle \Pr {\Bigl (}{\Bigl |}{\frac {\sum _{i=1}^{n}X_{i}}{\sqrt {n}}}{\Bigr |}\leq 1)\geq 0.5.}
La cota es afilado y mejor que la que se puede derivar de la distribución normal (aproximadamente Pr > 0.31).

## Límites sobre sumas
Sea { Xi } un conjunto de variables aleatorias con una distribución Rademacher. Sea {\displaystyle \{a_{i}\}} una sucesión de números reales. Entonces
{\displaystyle \Pr(\sum _{i}X_{i}a_{i}>t||a||_{2})\leq e^{-{\frac {t^{2}}{2}}}}
donde {\displaystyle \lVert a\rVert _{2}} es la norma euclidiana de la secuencia {\displaystyle \{a_{i}\},t>0} es un número real y Pr (Z) es la probabilidad del evento Z.
También si  {\displaystyle \lVert a\rVert _{1}} es finito entonces
{\displaystyle \Pr(\sum _{i}X_{i}a_{i}>||a||_{1})=0}
donde {\displaystyle \lVert a\rVert _{1}} es el 1-norma de la secuencia {\displaystyle \{a_{i}\}}.
Sea {\displaystyle Y=\sum X_{i}a_{i}},{\displaystyle Y} casi seguramente es una serie convergente en un espacio de Banach. Entonces para {\displaystyle t>0} y {\displaystyle s\geq 1} tenemos:
{\displaystyle Pr(||Y||>st)\leq [{\frac {1}{c}}Pr(||Y||>t)]^{cs^{2}}}
para alguna constante {\displaystyle c}.
Sea {\displaystyle p} un número real positivo. Entonces
{\displaystyle c_{1}[\sum {|a_{i}|^{2}}]^{\frac {1}{2}}\leq (E[|\sum {a_{i}X_{i}}|^{p}])^{\frac {1}{p}}\leq c_{2}[\sum {|a_{i}|^{2}}]^{\frac {1}{2}}}
donde {\displaystyle c_{1}} y {\displaystyle c_{2}} son constantes que dependen solo de {\displaystyle p}.
Para {\displaystyle p\geq 1}
{\displaystyle c_{2}\leq c_{1}{\sqrt {p}}}

## Aplicaciones
La distribución Rademacher se ha utilizado en bootstrapping.
La distribución Rademacher se puede utilizar para demostrar que se distribuye normalmente y no correlacionado no implica independiente.

## Distribuciones relacionadas
Distribución de Bernoulli: Si {\displaystyle X} sigue una distribución Rademacher, luego {\displaystyle {\frac {X+1}{2}}} tiene una distribución Bernoulli (1/2).
Distribución de Laplace: Si{\displaystyle X} y {\displaystyle Y} son variables aleatorias independientes, tales que {\displaystyle X} sigue una distribución Rademacher y {\displaystyle Y=\exp {\bigl (}\lambda {\bigr )}}, entonces {\displaystyle XY\backsim Laplace(0,1/\lambda )}